# Surcouf (schip, 1934)
De Surcouf was een Franse onderzeeboot, gebouwd tijdens het interbellum. De Franse marine kreeg in 1929 toelating om met de bouw te starten. In die tijd was dit ontwerp niet slechts de grootste, maar tevens de duurste duikboot ter wereld. Ze werd geconstrueerd met als doel een goede kustbescherming te garanderen.

## Scheepsconcept
Dit concept ging uit van een onderzeebootkruiser die indien nodig plotseling voor de tegenstander opdook (beslist geen normale actie van een standaard duikboot tijdens gevechtshandelingen), om deze vervolgens te bestoken met zijn tien torpedobuizen en zwaar scheepsgeschut.
Om de haar toegewezen taak naar behoren te vervullen beschikte de Surcouf over een, naar hedendaagse maatstaven, absurd zware bewapening en een hangar die plaats bood aan een watervliegtuig voor verkenningsvluchten. Bovendien kon de vliegtuigbemanning de nauwkeurigheid van de afgevuurde salvo's vergroten tot op 24 km afstand. De Besson MB 410 en MB 411 waren speciaal voor de Surcouf ontworpen, hadden een centrale drijver met twee steundrijvers en simpel te demonteren dus snel weer op te slaan.
Daarnaast beschikte de Surcouf tevens over een motorboot en een vrachtruim onderin, dat plaats bood aan krijgsgevangenen.

## Carrière
De Surcouf kwam in 1934 in actieve dienst en was het enige exemplaar dat Frankrijk van deze klasse op stapel zette.
Tijdens de Duitse invasie in mei 1940 onderging de Surcouf een renovatie te Brest en beschikte daardoor slechts over één functionerende motor. Desalniettemin ging het bevel uit onverwijld zee te kiezen en samen met andere schepen het Kanaal over te steken naar Portsmouth.
Na aankomst daar verzochten de Britten de kapitein zijn schip over te geven onder de voorwaarden van Operatie Catapult. Die behelsde te voorkomen dat de Kriegsmarine Franse schepen tegen Groot-Brittannië inzette. De gezagvoerder weigerde dit echter, waarop Britse soldaten haar enterden en de Vrije Fransen met een nieuwe bemanning het schip overnamen.
Vervolgens escorteerde ze geallieerde konvooien, maar na geruchten dat ze voor Vichy-Frankrijk spioneerde vaardigde de Britse marine spoorslags twee officieren af om aan boord een oogje in het zeil te houden.
Een jaar later vervoerde de Surcouf een admiraal van de Vrije Franse Vloot naar Canada en kwam daar in actie tegen het Vichy-regime. Ze bevrijdde, samen met andere schepen, als kanonneerboot Saint-Pierre en Miquelon, een Franse eilandengroep voor de kust van Newfoundland. Dit zorgde echter voor irritatie bij de V.S., want die waren juist met het Vichy-regime overeengekomen om de neutraliteit van diens bezittingen op het westelijk halfrond te garanderen.

## Ondergang
De Surcouf zette hierna koers naar de Caraïben, volgens nieuwe geruchten om daar eilanden schoon te vegen van de vijand. Maar andere berichten spraken over een lading Frans goud aan boord. Op 12 februari 1942 deed ze de haven van Bermuda aan.
Enige dagen later verging de Surcouf onder raadselachtige omstandigheden met man en muis, waarschijnlijk in de nacht van 18 op 19 februari. Dit staat te boek als het grootste aantal doden tijdens een ongeluk met een onderzeeër.
Naar de reden is het slechts gissen, al zijn er twee mogelijke verklaringen. Een Amerikaans vrachtschip zou haar hebben geramd; een andere mogelijkheid is een bombardement door Amerikaanse bommenwerpers die haar abusievelijk voor een Duitse U-boot aanzagen.